# Требелли, Селия
Селия Требелли, в замужестве Требелли-Беттини (итал. Zelia Trebelli-Bettini, настоящее имя Глория Каролина Жильбер, фр. Gloria Caroline Gillebert; 12 ноября 1838, Париж — 18 августа 1892, Этрета) — французская оперная певица (меццо-сопрано).
С шестилетнего возраста обучалась игре на фортепиано и лишь в 16 лет начала учиться пению у Пьера Вартеля. Дебютировала на оперной сцене в 1859 году в Мадриде. Взяла себе итальянский псевдоним Требелли, образованный обратным прочтением собственной фамилии (с отброшенной буквой G). В 1860 году с успехом выступила в Берлине в партии Арзаче («Семирамида» Дж. Россини) и до 1866 года работала преимущественно здесь, гастролируя в разных странах Европы. В 1863 году вышла замуж за тенора Алессандро Беттини, с которым затем много выступала вместе. В составе антрепризы Джеймса Мейплсона много пела в Великобритании, в 1878 году совершила турне по США. В 1882 году посетила Россию (вместе со скрипачом Овидом Мюзеном), проехав с концертами от Гельсингфорса до Одессы. В 1884 году пела Кармен («Кармен» Жоржа Бизе) на сцене Метрополитен-опера. Помимо оперного репертуара выступала также в ораториях, от Г. Ф. Генделя до Ф. Мендельсона. Завершила карьеру в 1889 году.
Дочь Требелли и Беттини Антуанетта также стала оперной певицей и выступала под псевдонимом Антония Долорес.